# Deense parlementsverkiezingen 1975
Op 9 januari 1973 werden parlementsverkiezingen gehouden in Denemarken. De sociaaldemocraten werd na lange tijd opnieuw de grootste partij in het Folketing en wonnen 53 van de 179 zetels. De opkomst was 88.2% in Denemarken, 56.1% in de Faeröer en 68.7% in Groenland.

## Resultaten
| Denemarken                 | Denemarken | Denemarken | Denemarken | Denemarken |
| Partij                     | Stemmen    | %          | Zetels     | +/–        |
| -------------------------- | ---------- | ---------- | ---------- | ---------- |
| Socialdemokraterne         | 913.155    | 29,9       | 53         | +7         |
| Venstre                    | 711.298    | 23,3       | 42         | +20        |
| Fremskridtspartiet         | 414.219    | 13,6       | 24         | –4         |
| Radikale Venstre           | 216.553    | 7,1        | 13         | –7         |
| Conservatieve Volkspartij  | 168.164    | 5,5        | 10         | –6         |
| Kristendemokraterne        | 162.734    | 5,3        | 9          | +2         |
| Socialistische Volkspartij | 150.963    | 5,0        | 9          | –2         |
| Communistische Partij      | 127.837    | 4,2        | 7          | +1         |
| Centrum Democraten         | 66.316     | 2,2        | 4          | –10        |
| Venstresocialisterne       | 63.579     | 2,1        | 4          | +4         |
| Rechtvaardigheidspartij    | 54.095     | 1,8        | 0          | –5         |
| Onafhankelijken            | 539        | 0,0        | 0          | 0          |
| Ongeldige/Blanco stemmen   | 18.850     | –          | –          | –          |
| Totaal                     | 3.068.302  | 100        | 175        | 0          |
| Faeröer                    |            |            |            |            |
| Gelijkheidspartij          | 4.112      | 29,7       | 1          | 0          |
| Republikeinse Partij       | 3.563      | 25,7       | 1          | 0          |
| Eenheidspartij             | 3.219      | 23,2       | 0          | 0          |
| Volkspartij                | 2.957      | 21,3       | 0          | 0          |
| Ongeldige/Blanco stemmen   | 43         | –          | –          | –          |
| Totaal                     | 13.808     | 100        | 2          | 0          |
| Groenland                  |            |            |            |            |
| Onafhankelijken            | 16.649     | 100        | 2          | 0          |
| Ongeldige/Blanco stemmen   | 421        | –          | –          | –          |
| Totaal                     | 17.070     | 100        | 2          | 0          |

| Stemming                   | Stemming                   | Stemming | Stemming | Stemming |
| -------------------------- | -------------------------- | -------- | -------- | -------- |
|                            |                            |          |          |          |
| Socialdemokraterne         | Socialdemokraterne         |          | 29,94%   | 29,94%   |
| Venstre                    | Venstre                    |          | 23,33%   | 23,33%   |
| Fremskridtspartiet         | Fremskridtspartiet         |          | 13,58%   | 13,58%   |
| Radikale Venstre           | Radikale Venstre           |          | 7,10%    | 7,10%    |
| Conservatieve Volkspartij  | Conservatieve Volkspartij  |          | 5,51%    | 5,51%    |
| Kristendemokraterne        | Kristendemokraterne        |          | 5,34%    | 5,34%    |
| Socialistische Volkspartij | Socialistische Volkspartij |          | 4,95%    | 4,95%    |
| Communistische Partij      | Communistische Partij      |          | 4,19%    | 4,19%    |
| Centrum Democraten         | Centrum Democraten         |          | 2,17%    | 2,17%    |
| Venstresocialisterne       | Venstresocialisterne       |          | 2,08%    | 2,08%    |
| Rechtvaardigheidspartij    | Rechtvaardigheidspartij    |          | 1,77%    | 1,77%    |
| Anderen                    | Anderen                    |          | 0,02%    | 0,02%    |